# Heriaeus melloteei
Heriaeus melloteei là một loài nhện trong họ Thomisidae.
Loài này thuộc chi Heriaeus. Heriaeus melloteei được Eugène Simon miêu tả năm 1886.